# Colle del Melogno
De Colle del Melogno is een bergpas in de Ligurische Alpen, op de hoofdkam van de Alpen. De pas ligt in de Italiaanse provincie Savona in de regio Ligurië. De Colle del Melogno verbindt Ceva en Calizzano met Magliolo en Finale Ligure aan de kust van de Ligurische Zee. De pas ligt tussen de Monte Settepani en de Bric Merizzo. Over de pas loopt de SS490, een strada statale tussen Bagnasco en Finale Ligure.

## Wandelpaden
De pas is ook toegankelijk via onverharde bergpaden en is onderdeel van de Alta Via dei Monti Liguri, een langeafstands(bergwandel)pad dat loopt van Ventimiglia (bij de grens met Frankrijk) tot aan Bolano (bij de grens met Toscane).

## Geschiedenis
De pas is altijd van groot strategisch belang geweest. In 1795 vond hier een veldslag plaats tussen het Franse bezettingsleger onder leiding van generaal André Masséna en het Oostenrijkse leger, dat erin slaagde de pas te heroveren.
De Fortezze della Piazza Militare del Melogno (ook bekend als de Sbarramento del Melogno), gebouwd in 1883-1895 door het Koninklijk Italiaans Leger om de toegang tot de pas te verdedigen, zijn nog steeds aanwezig op de pas: naast het Forte Centrale del Melogno liggen Forte Tortagna, Forte Settepani (een militair gebied) en de Batteria di Bricco Merizzo.

## Wielrennen
De bergpas is tweemaal onderdeel geweest van een etappe in de Ronde van Italië, in 2000 (etappe 18, vanuit Finale Ligure) en 2024 (etappe 4, vanuit Calizzano). In 2000 was de Spanjaard José Enrique Gutiérrez als eerste boven en in 2024 was dat de Fransman Lilian Calmejane. Daarnaast werd de Colle del Melogno eenmaal opgenomen in het parcours van Milaan-San Remo, in 1965.